# ときめき (映画)
『ときめき』（ときめき）は、1973年に松竹が製作した日本映画。市村泰一監督の青春映画である。浅田美代子と桜田淳子はこの作品で映画初出演した。

## キャスト
- 栗田ひろみ : 南美川杏子
- 浅田美代子 : 浅田美代子
- 沖雅也 : 水野
- 秋谷陽子 : 江上早苗
- 小倉一郎 : 氏家浩司
- 川崎あかね : 梅谷由香
- 森次晃嗣 : 杉井久
- 村野武範 : 江上和夫
- 桜田淳子 : 歌手

## スタッフ
- 監督 : 市村泰一
- 脚本 : 石森史郎
- 撮影 : 小杉正雄
- 製作 : 瀬島光雄
- 編集 : 杉原よ志
- 音楽 : 小川寛興

## 同時上映
- 『新・同棲時代 -愛のくらし-』